# 워털루대학교 약학대학원
워털루대학교 약학대학원은 워털루대학교의 전문학부 중 하나로, 2008년도에 신설된 캐나다의 10번째 약대이다. 북미에서 2번째로 코압 프로그램(Co-op program)을 활발하게 운영하고 있으며 3학기제를 운영하고 있다. 캐나다에서 유일하게 성적가이드 라인과 의료 관련 경력을 충족한 고등학교 학생들을 대상으로 약대 자리를 미리 보장해주는 6년제 Conditional Admission to Pharmacy(CAP) 프로그램을 갖추고 있다.

## 역사
2008년에 워털루대학교 캠퍼스안에 지어질 계획이었으나 Kitchener 시의 340억 재정지원계약으로 다운타운 Kitchener에 설립되었다.

## 코업(CO-OP)제도
세계에서 두 번째로 co-op 프로그램을 제공하는 약대이다. 워털루에서 개발한 코업(Co-operative Education program) 프로그램은 입학 후 12개월 수업을 받은 뒤 4개월을 관련 기업체에서 일하고 다시 학교로 돌아와 4개월 공부를 반복하며 약대 4년을 보내는 방식의 관리 시스템이다. 900명이 넘는 고용주들이 참여하여 지역 약국, 병원, 제약회사 등에서 실무경험과 학생들이 학비를 벌 수 있는 기회를 마련한다. PharmD 학위를 수여 전 요구된 수업량과 마지막 학기의 Academic Clinical rotation때문에 다른 학과 코업에비해 적은 3번의 코업학기를 가지고 있다. 약국, 종합 병원, 제약회사, 정부 등등 코업을 선택할 수 있으며, 학생들은 여러 분야에서 총 1년의 경력을 가지고 졸업을 한다.

## 졸업 후 진로
70% 가량의 졸업생들은 졸업후 약국약사로 일하고 나머지 30퍼센트는 병원 약사나 제약회사 등에 취업하는 경향을 보인다.